# 三軒茶屋出入口
三軒茶屋出入口（さんげんぢゃやでいりぐち）は、東京都世田谷区太子堂二丁目にある首都高速道路3号渋谷線の出入口である。谷町JCT方面の出入口のみ設置されているハーフインターチェンジであり、玉川通り（国道246号）に接続している。2025年度中に入口がETC専用化される予定。

## 周辺
- 三軒茶屋駅
- キャロットタワー